# 9117 Aude
9117 Aude eller 1997 FR1 är en asteroid i huvudbältet som upptäcktes den 27 mars 1997 av de båda franska amatörastronomerna Didier Morata och Stéphane Morata i Martigues. Den är uppkallad efter Association des utilisateurs de détecteurs électroniques.
Asteroiden har en diameter på ungefär 6 kilometer.